# Atic

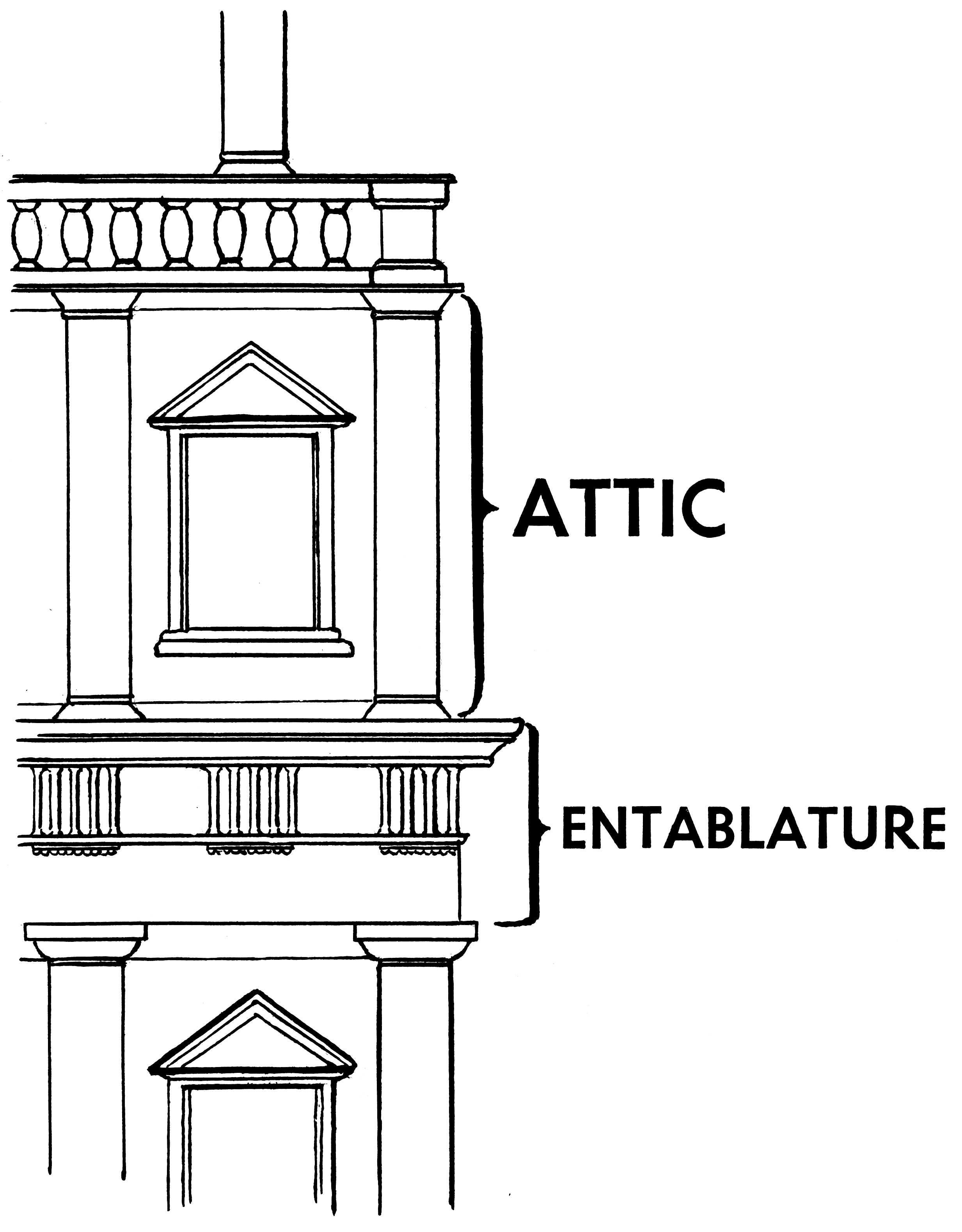
Atic

Un atic este un element de arhitectură format dintr-un zid scund sau dintr-o balustradă; este așezat deasupra cornișei cu scopul de a masca acoperișul și jgheaburile.
Desemnează, de asemenea, etajul terminal, mai scund și mai retras decât celelalte, situat deasupra cornișei principale a unei clădiri.

## Veziși
- Antablament
- Mansardă
- Glosar de arhitectură